# Флацилій I Антіохійський
Флацилій I Антіохійський — єпископом Антіохії в 334-342 роках, на початку аріанської суперечки. Більше нічого не відомо. Деякі списки називають Плаценція єпископом у цей період.